# De anonieme alchemist
De anonieme alchemist is het achtste stripverhaal uit de hommage-reeks van Suske en Wiske. Het is getekend en geschreven door Luc Morjaeu, met medewerking van Thijs Wessels en Christian Verhaeghe. In dit verhaal keren personages en elementen uit sommige van de oudste verhalen terug, waar Morjaeu naar eigen zeggen zelf als kind van had genoten.
Het album kwam uit in 2025. Het is speciaal opgedragen aan Helena Vandersteen, die in februari van dat jaar overleed. Zij was de oudste dochter van Willy Vandersteen, de oorspronkelijke maker van de stripreeks.

## Personages
- Suske, Wiske met Schanulleke, Lambik, Jerom, tante Sidonia, professor Barabas, Sus Antigoon, het boevendduo Nukkels en Mussels, Krimson, Van Zwollem en zijn dochter Anne-Marie, alchemist, blinden, boeren, Spanjaarden, Pieter Bruegel de Oude, de mageren, de vetten, Jef Blaaskop, fee Fantasia, Lili Feriteel[2], Twistorix, Pintorix en Zanziorix (bosgeesten), Antanneke (heks), Bhé Bhé (reus), bergbokken, Pamora, Mamora en Bémamoras, de geest van de Alchemist, Wattman, Lange Wapper, Kludde, de Zwarte Madam, De Vrolijke Bengels, Tieter, Job, (cameo) Luc Morjaeu en Willy Vandersteen zelf

## Locaties
- Kasteel Marnix de Sainte-Aldegonde, huis en laboratorium van professor Barabas, kasteel Van Zwollem, Brussel, huis van Bruegel aan de Hoogstraat, Het Steen, Amoras, Fantasia

## Uitvindingen
- teletijdmachine met de teledresser en AI-module

## Verhaal

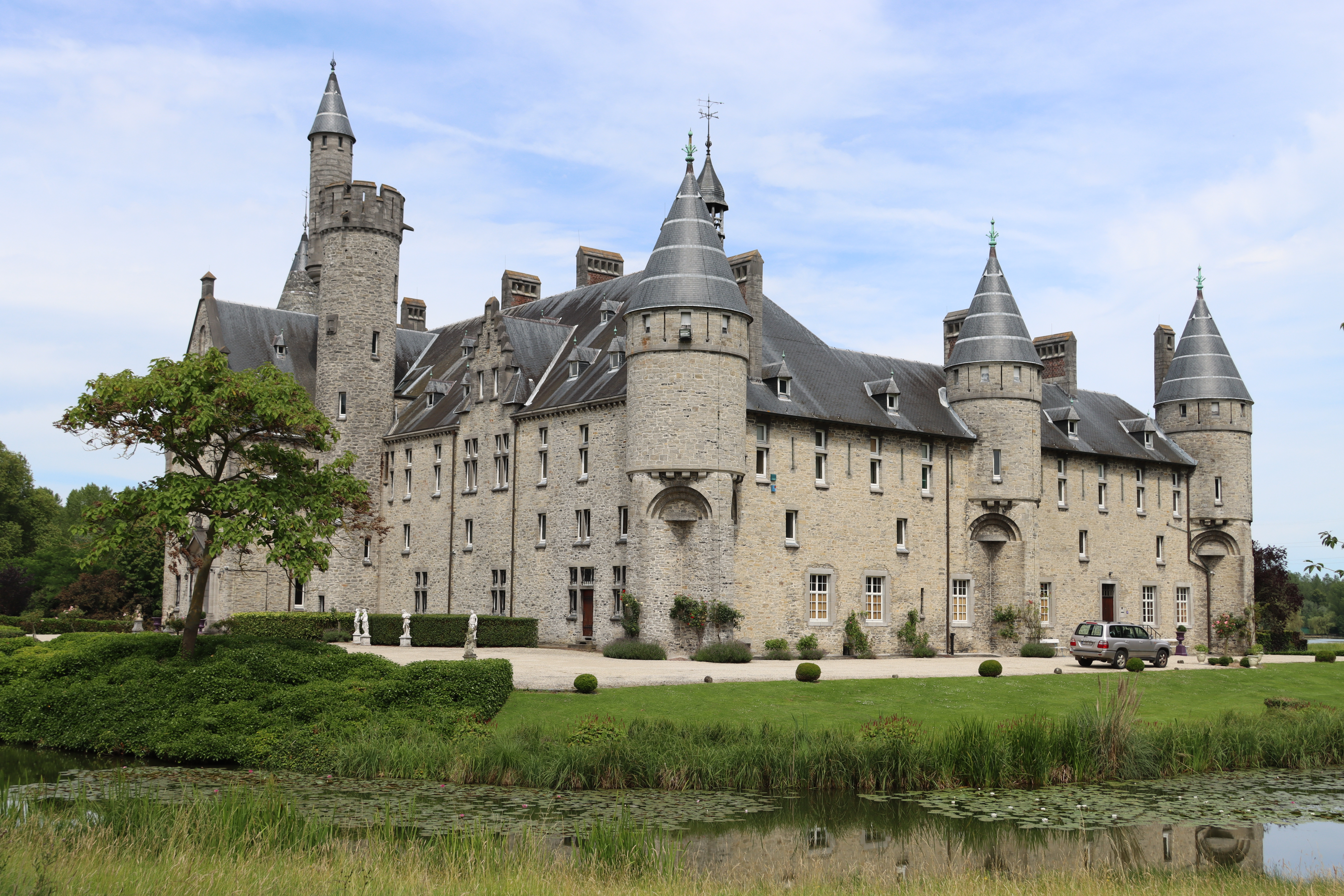
Kasteel Marnix de Sainte-Aldegonde

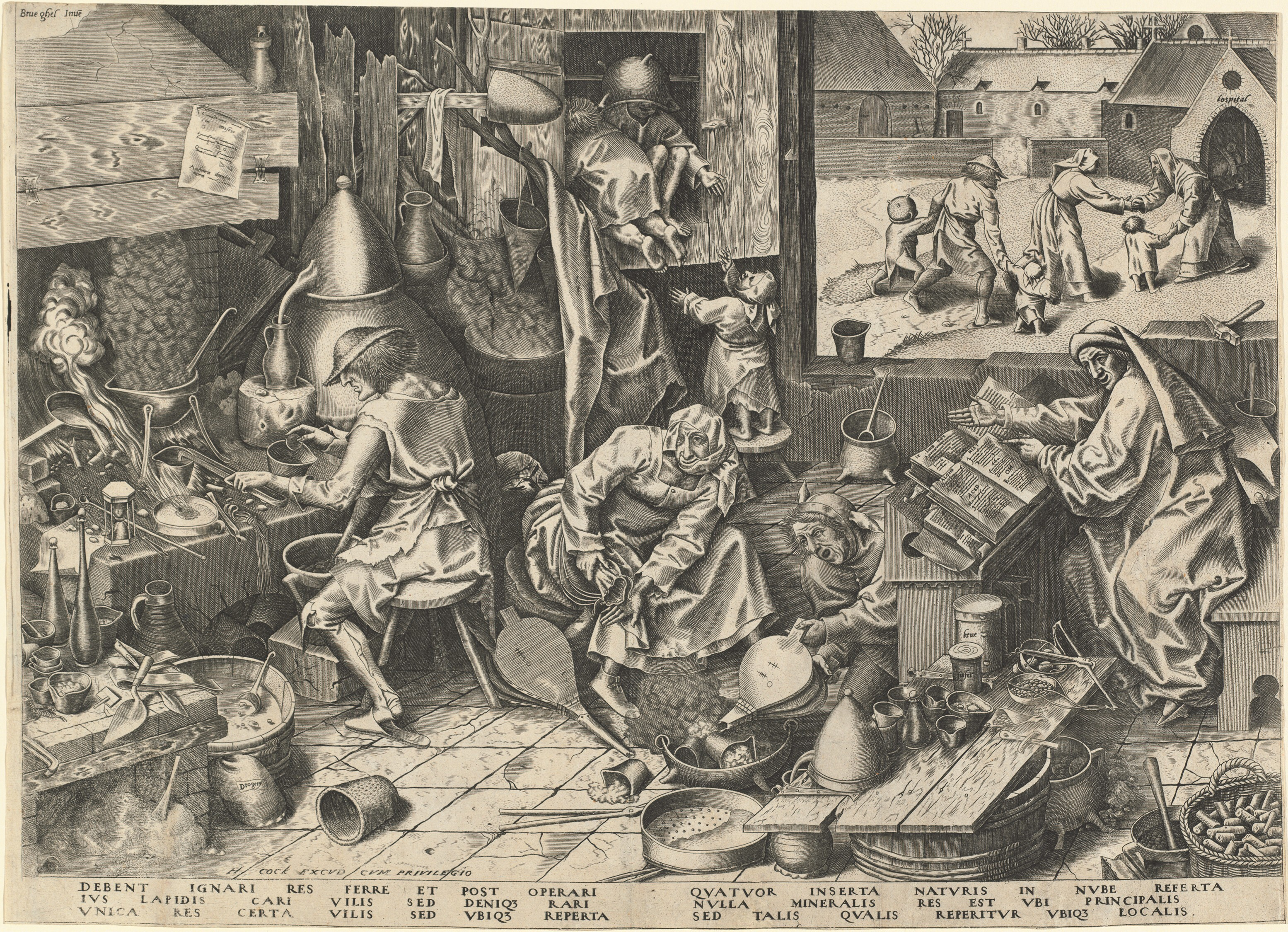
De alchemist van Pieter Bruegel de Oude, 1558

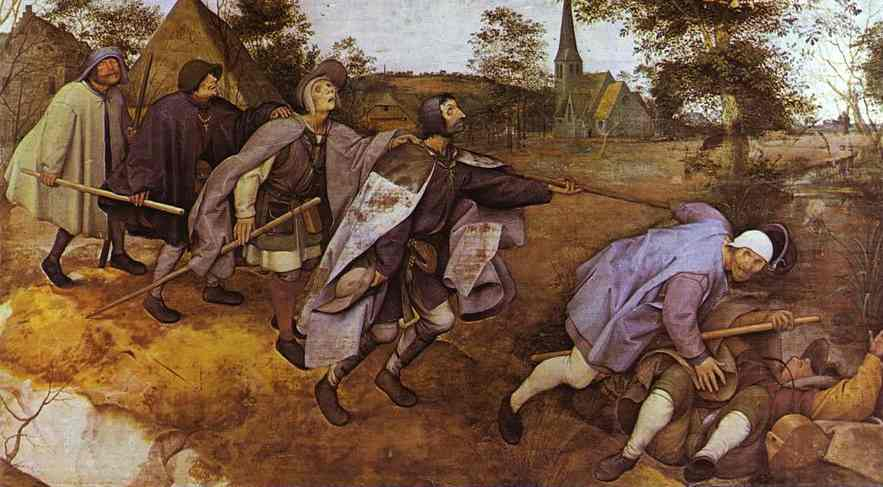
De parabel der blinden van Pieter Bruegel de Oude

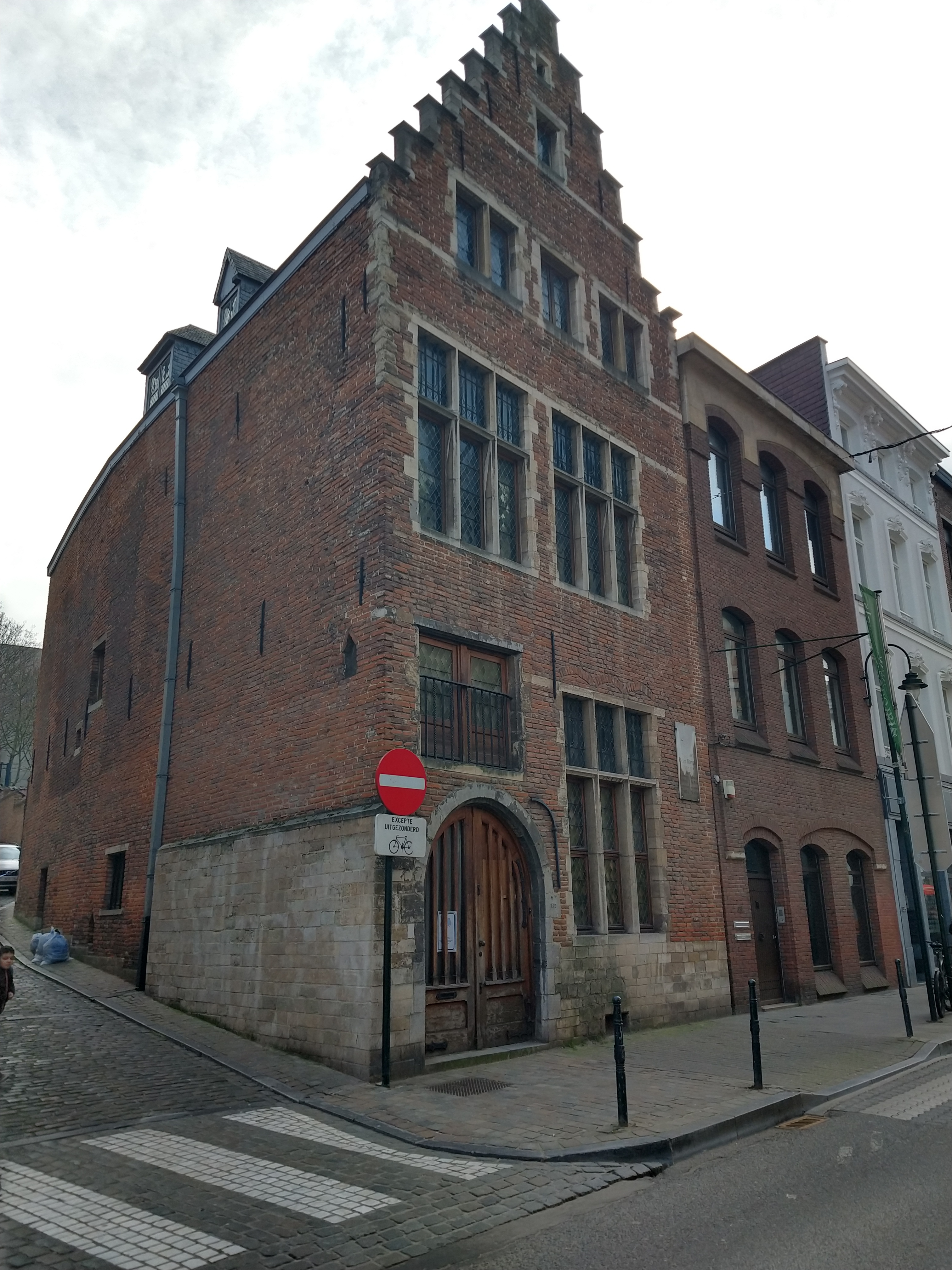
Het huis van Bruegel aan de Hoogstraat

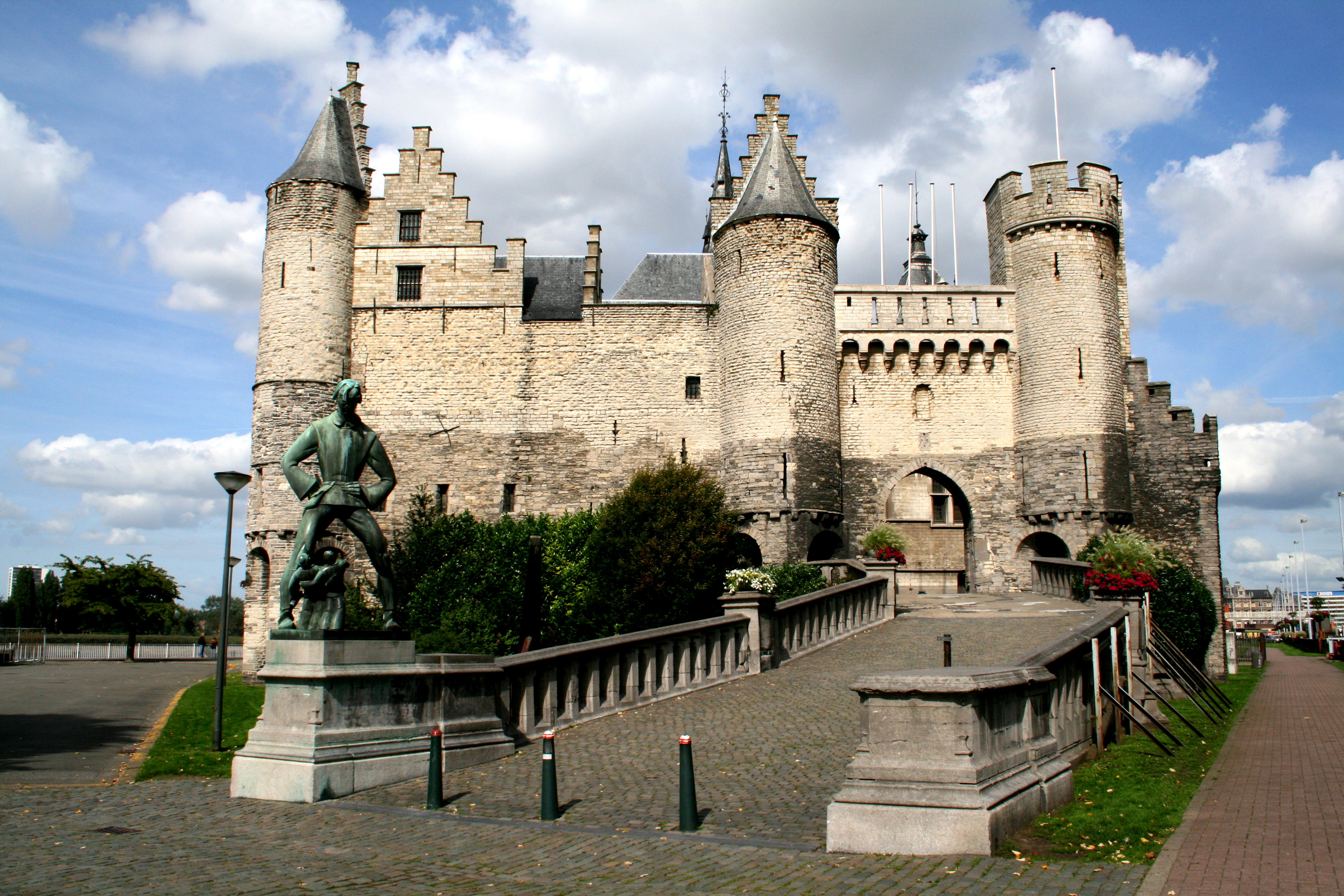
Het Steen (Antwerpen) met het standbeeld van Lange Wapper

Nukkels en Mussels hebben waardevolle spullen gestolen uit het kasteel Marnix van Sint-Aldegone. Ze brengen de buit naar hun baas Krimson, maar die heeft slechts interesse in de gravures van Bruegel. Hij moet ze echter al snel weer afgeven aan een mysterieus figuur die hem pillen toedient om rustig te worden. De geheimzinnige gaat met de gravures naar het laboratorium van professor Barabas. 
Suske, Wiske, tante Sidonia en Lambik zijn op bezoek bij Anne-Marie en haar vader. Professor Barabas belt de vrienden en vraagt hen langs te komen. Doordat Van Zwollem's speelgoedcomplex weer parten speelde en hij zich aan Lambik heeft vastgeketend, is er geen andere optie dan hem ook mee te nemen. Professor Barabas vertelt dat er is ingebroken in zijn laboratorium en hij heeft gravures van Bruegel gevonden. Op een daarvan mist een figuur: een alchemist. Hierdoor kan hij de gravures niet terugbrengen, hij zal verdacht worden van de diefstal. 
Van Zwollem maakt zichzelf los van Lambik en rent in de teletijdmachine, waarna hij anders gekleed tevoorschijn komt. Alleen de teledresser stond ingeschakeld. Tante Sidonia weet Van Zwollem met een list mee te nemen uit het laboratorium, ze brengt hem naar huis voor hij meer problemen veroorzaakt. Suske en Wiske worden dan door de professor naar het verleden geflitst, terwijl Lambik naar huis gaat om Jerom te halen. De kinderen willen naar Brussel. Een stoet blinden biedt aan hen mee te nemen daarheen, maar ze bedanken hier wijselijk voor.
De kinderen komen bij een boerenfeest, waar ze de weg vragen. Dan wordt Wiske lastiggevallen door een dronken man. De vrouw van deze man weet hem naar huis te sturen. Ze wijst Suske en Wiske de weg naar Brussel en geeft een mandje met lekkers mee, als goedmakertje voor het gedrag van haar echtgenoot. Met deze voedselwaren kunnen Suske en Wiske de Spaanse wachter omkopen en zo de stad Brussel binnenkomen. Ze gaan naar de Hoogstraat en vinden hier Bruegel, die is vastgebonden in zijn eigen huis. Hij vertelt dat er een verwarde man in zijn huis is binnengedrongen en een spiegel bewerkte met een brouwsel.  Suske en Wiske zien Fantasia in de spiegel, maar professor Barabas flitst hen terug voordat ze de spiegel kunnen binnengaan. 
De vrienden weten niet hoe ze naar Fantasia kunnen reizen. Ze besluiten Sus Antigoon om hulp te vragen; Lambik herinnert zich dat deze voorouder van Suske in 1945 als spook in de kelders van Het Steen verbleef en hij wordt daarnaartoe geflitst. Lambik vraagt om hulp bij de Mageren, maar die zien hem aan voor een van de Vetten, hun vijanden. Lambik ontdekt ook dat er een konijnenpijp de stad in gaat; het blijkt een geheime tunnel die nog gebouwd moet worden. Lambik ziet Suske lopen en vermomt zich snel, want Suske mag hem niet herkennen. Ze zullen elkaar pas in een later avontuur tegenkomen, weet hij. Lambik komt in de kelders terecht, waar hij van Sus Antigoon te weten krijgt hoe Fantasia bereikt kan worden. Lambik wordt gepakt door de Vetten. Jef Blaaskop veroordeelt hem tot de doodstraf, maar Lambik wordt net op tijd naar zijn eigen tijd teruggeflitst. 
Een module met kunstmatige intelligentie (AI) wordt aangesloten op de teletijdmachine en al snel wordt Fantasia op het scherm getoond. Precies hetzelfde als wat Suske en Wiske in Brussel al in de betoverde spiegel zagen. Dit is onbekend terrein voor de teletijdmachine, maar de vrienden besluiten toch de alchemist na te reizen. Dan wordt de verbinding verbroken en professor Barabas zet alles op alles om Suske, Wiske, tante Sidonia, Lambik en Jerom terug te kunnen halen. Inmiddels ontmoeten de vrienden de fee Fantasia. en horen dat de alchemist de bron van Fantasia wil vergiftigen. Ze worden vanaf een wolk bekeken door Lili. Lili kan de verleiding niet weerstaan de drakendoder nogmaals in actie te zien. Jerom prikt zich aan een spinnewiel, waarna hij in slaap valt op een dolmen. Lili heeft een bloem waarvan de geur genoeg zou zijn om Jerom te doen ontwaken.
Lambik gaat op onderzoek uit en ontmoet Twistorix, Pintorix en Zanziorix. Hij laat zich verleiden een dobbelspel te spelen en wordt neergeslagen als hij zijn schuld niet kan voldoen. Suske zoekt Lambik en vindt alleen een drinkbeker en een lauwerkrans, waarna Lili vertelt dat dit spullen zijn van de bosgeest Zanziorix. Tante Sidonia gaat met Suske en Wiske verder, want de alchemist moet gestopt worden. Opeens veranderen de middeleeuwse kleren in ruimtepakken en ze zien dat ze in Bazaria zijn aangekomen. Met de vliegende schotels gaan de kinderen op zoek naar de alchemist, terwijl Sidonia naar Lambik zal zoeken. Antanneke botst bijna tegen de kinderen op. Met behulp van magie roept ze mist op, waardoor de kinderen op een bergwand neerstorten.
Inmiddels krijgt professor Barabas bezoek van een mysterieuze figuur die hem helpt de teletijdmachine te repareren. Lambik weet rooksignalen te maken, waardoor tante Sidonia hem kan bevrijden van de bosgeesten. Ze kan echter geen contact meer krijgen met de vliegende schotels van de kinderen. Suske en Wiske hebben warme kleding gevonden en zoeken een weg door de sneeuw. Dan worden ze aangevallen door bergbokken en Bhé Bhé komt hen te hulp. Met een zonnespiegel kan hij de sneeuw doen smelten, waardoor ze sneller kunnen reizen naar de bron van Fantasia. Lambik en tante Sidonia vinden een trein en Lambik krijgt opeens andere kleding aan door de teledresser, hij vindt de talisman der Shings in zijn zak. Hij heeft nu alle vertrouwen, want wie deze talisman bezit leeft nog honderd jaar. Hij beseft echter te laat dat hij nog steeds gewoon een ongeluk kan veroorzaken door in een ravijn te rijden. Tante Sidonia en Lambik blijven bewusteloos liggen na de crash.
De sneeuw is inmiddels gesmolten en Suske en Wiske verlaten Bhé Bhé. Al snel zien ze de Tros en ontmoeten Pamora, Mamora en Bémamoras. Suske en Wiske horen dat de kwakstraal geen effect had op de man die eerder voorbij kwam. De kinderen horen dat ze maar een uur achterstand hebben op deze man en er is dus hoop de bron van Fantasia te redden. Lili vindt het tijd om Jerom wakker te maken en hij haast zich achter alle prentjes langs, richting de bron. Spoken vinden de gecrashte trein en ze nemen tante Sidonia mee. Als ze het bewustzijn weer terugkrijgt, kan ze de spoken verslaan en sluit ze op in een kist. Ze volgt een rivier, want zo zal ze de bron moeten vinden. Lambik ontwaakt ook, maar is zijn geheugen kwijt. Hij ontmoet de heks Alwina, die niet kan lachen zolang ze de duistere diamant in handen heeft. Lambik biedt aan de diamant over te nemen en ruilt deze voor de talisman.
In de mist doemt een toren op in het moeras en Lambik gaat deze binnen. Hij ontmoet de geest van de Alchemist en als hij in zijn spiegel kijkt, herinnert hij zich wie hij is. Snel gaat hij op weg naar de bron. Suske en Wiske krijgen plots andere kleding aan en ontmoeten Wattman. Met het trammetje rijden ze verder, maar dan wordt de route geblokkeerd door een kat. Deze wordt enorm groot en dan zien Suske en Wiske dat het Lange Wapper is. Kludde slaat de kinderen neer en de Zwarte Madam komt op haar bezemsteel aanvliegen. Als ze de tram wil vernietigen, slaat Wattman alle drie neer en hij kan met de kinderen ontkomen. Lambik komt bij een waterval en weet niet hoe hij vanaf hier verder moet. Dan verschijnt Jerom, hij is achter alle prentjes langs gerend, en hij gaat met Lambik langs de waterval omhoog. 
Suske en Wiske komen bij de eindhalte van tram zeven en ontmoeten De Vrolijke Bengels, zie zien hoe politieagent Tieter en Job de alchemist stoppen aan de overzijde van de rivier. Dan verschijnt de dulle griet en zij bindt Schanulleke aan een paal. Wiske moet kiezen of het popje of de alchemist, die verre familie van de dulle griet blijkt te zijn, zal overleven. Voor Wiske kan kiezen, steekt de dulle griet een vuur aan. Dit wordt voor het popje vlam vat geblust door de boot van Lambik die door de snelheid van Jerom een vloedgolf teweegbrengt. 
Dan verschijnen Bruegel en professor Barabas en ze vertellen dat de inbreker zich wil voorstellen. Het blijkt Luc Morjaeu te zijn, de maker van het hele verhaal, die een avontuur wilde met veel figuren die hij kende uit zijn jeugd. De bron van Fantasia blijkt Willy Vandersteen te zijn en hij komt ook mee feest vieren. Ook Anne-Marie en haar vader komen naar Fantasia. Van Zwollem doet een strik op en sluit het verhaal af met de bekende knipoog.